# Mignonac-Reaktion
Die Mignonac-Reaktion ist in der Chemie eine Synthese-Methode zur Herstellung von primären Aminen 2. Dabei werden Aldehyde 1a (R1 = Organylrest; R2 = H) oder Ketone 1b (R1,R2 = Organylrest) in flüssigem Ammoniak katalytisch hydriert.
Als Lösungsmittel dient absolutes Ethanol, als Katalysator Nickel.

Analog lassen sich auch sekundäre Amine darstellen: 

R2-CHO + H2N-R1 --> R2-CH(OH)-NH-R1  --> R2-CH=N-R1 + H2O

R2-CH=N-R1 + H2 --> R2-CH2-NH-R1.

## Atomökonomie
Eine alternative Methode zur Herstellung von primären Aminen ist die Gabriel-Synthese, deren Atomökonomie ist im Vergleich zur Mignonac-Reaktion jedoch sehr schlecht. Bei der Mignonac-Reaktion entsteht als einziges Koppelprodukt Wasser. Deshalb ist die Mignonac-Reaktion deutlich wirtschaftlicher und ressourcenschonender als die Gabriel-Synthese.